# Кальпа (веданга)
Ка́льпа — вспомогательная часть Вед, одна из шести веданг, основной темой которой является ритуаловедение. Индуистская традиция не выделяет какого-то особого текста этого раздела веданги. Однако для разных категорий ведийских жрецов было написано большое количество сборников сутр, посвящённых ритуалу. Те из них, которые сохранились до наших дней, занимают особое место среди письменных памятников периода сутр.
Существует два рода Кальпа-сутр, или руководств по проведению ведийских ритуалов:
- 1) Шраута-сутры, основанные на шрути («услышанное») и обучающие проведению великих жертвоприношений, требующих от трёх до пяти огней. Частью Шраута-сутр «Яджурведы» являются:
  - «Шулба-сутры», в которых объясняются способы измерения с помощью верёвок, правила изваяния божеств и сооружения разного рода алтарей для проведения жертвоприношений. В этих трактатах содержится наиболее ранняя информация о геометрии в Древней Индии.
- 2) Смарта-сутры, или правила, основанные на традиции смрити («запомненное»). К Смарта-сутрам принадлежат две другие категории текстов:
  - Грихья-сутры (Gŗhyasûtra = «Домострой», руководство к домашнему культу)[1], содержащие объяснения бытовых ритуалов (свадьбы, рождения ребёнка и т. п.);
  - Дхарма-сутры, в которых объясняются социальные обычаи и обязанности, и которые являются основными источниками индуистского права.

К сутрам примыкает большое количество вспомогательных околоведийских текстов, которые принято называть Паришишта.

## Калпа-сутры и их соотношения с Ведами
| Веда             | Шраута-сутры | Грихья-сутры | Дхарма-сутры                                | Шульба-сутры                                                   |
| ---------------- | --- | --- | ------------------------------------------- | -------------------------------------------------------------- |
| Ригведа          | Ашвалаяна-шраутасутра Шанкхаяна-шраутасутра | Ашвалаяна-грихьясутра Каушитаки-грихьясутра Шанкхаяна-грихьясутра | Васиштха-дхармасутра                        |                                                                |
| Кришна Яджурведа | Баудхаяна-шраутасутра Вадхула-шраутасутра Манава-шраутасутра Бхарадваджа-шраутасутра Апастамба-шраутасутра Хираньякеши-шраутасутра Вараха-шраутасутра Вайкханаса-шраутасутра | Баудхаяна-грихьясутра Хираньякеши-грихьясутра (Сатьясадха-грихьясутра) Манава-грихьясутра Бхарадваджа-грихьясутра Апастамба-грихьясутра Агнивешья-грихьясутра Вайкханаса-грихьясутра Катхака-грихьясутра (Лаугакши-грихьясутра) Вараха-грихьясутра Вадхула-грихьясутра Капистхала-катха-грихьясутра | Баудхаяна-дхармасутра Апастамба-дхармасутра | Баудхаяна-шульбасутра Манава-шульбасутра Апастамба-шульбасутра |
| Шукла Яджурведа  | Катьяяна-шраутасутра | Катьяяна-грихьясутра Параскара-грихьясутра |                                             | Катьяяна-шульбасутра                                           |
| Самаведа         | Латьяяна-шраутасутра Драхьяяна-шраутасутра Джайминия-шраутасутра | Гобхила-грихьясутра Кхадира-грихьясутра (Драхьяяна-грихьясутра) Джайминия-грихьясутра Каутхума-грихьясутра | Гаутама-дхармасутра                         |                                                                |
| Атхарваведа      | Вайтана-шраутасутра | Каушика-грихьясутра |                                             |                                                                |